# Christiane Amanpour
Christiane Amanpour (persiskt namn کریستیان امان‌پور), född 12 januari 1958 i Ealing i London, är en brittisk journalist. Hon är den amerikanska TV-kanalen CNN:s internationella korrespondent. Amanpour leder även vid samma kanal sin 30 minuters intervjubaserade show Amanpour.
Hon är född i London men växte upp i Teheran fram till elva års ålder. Fadern är iranier och modern brittisk. Hon är släkt med stridspiloten Nader Jahanbani. I Mohammad Reza Pahlavis Iran levde familjen under privilegierade förhållanden. Amanpour återvände till England 1969.  
I samband med den islamiska revolutionen 1979 lämnade hela hennes familj Iran. Amanpour flyttade till USA för att studera journalistik vid University of Rhode Island. Hon blev B.A. i journalistik 1983.